# Annae-myeon
Annae-myeon (koreanska: 안내면) är en socken i den centrala delen av Sydkorea, 140 km söder om huvudstaden Seoul. Den ligger i kommunen Okcheon-gun i provinsen Norra Chungcheong.